# كاراكا سمهيتا
كاراكا سمهيتا هو نص باللغة السنسكريتية عن أيورفيدا، وهي تعاليم الطب الشعبي الهندي. بالإضافة إلى ساسروتا سمهيتا، يعد كاراكا سمهيتا من أهم النصوص التأسيسية في مجال الطب التي بقيت من حضارة الهند القديمة.
يعود تاريخ النص إلى القرن الثاني قبل الميلاد، ويتوزع النص في ثمانية كتب ومئة وعشرين فصلاً.